# Anharra
Anharra (o I canti di Anharra) è un ciclo narrativo di romanzi fantasy scritti dal 2006 da Giulio Leoni con lo pseudonimo di J.P. Rylan. La serie prende il nome da una città immaginaria, Anharra, eretta in un'epoca imprecisata a ridosso dell'ultima glaciazione, prima che lo spostamento dell'asse terrestre determinasse spaventosi cambiamenti geologici e climatici.

## Storia editoriale
Il ciclo è composto da tre romanzi:
- Il trono della follia (2006), Mondadori
- Il santuario delle tenebre (2007), Mondadori
- L'eredità di sangue o Il cerchio del destino (2012), Millemondi n.58, Mondadori[1]

## Trama
(J.P. Rylan, Il trono della follia, op. cit., p. 208)
Anharra, eretta trenta secoli prima dei fatti narrati nel ciclo, fu fondata dal re Vemerin: un re saggio e giusto ma animato da uno spasmodico desiderio di conoscere i segreti della vita e della morte. Trascinato nella follia dal contatto con la potenza infernale delle Tenebre, egli per rendere difficile se non impossibile la venuta dei vivi nella città, disseminò la strada di pericoli. La città fu eretta oltre il Deserto del Vuoto, sulle pendici di un vulcano in attività, da cui essa attinge ancora l'energia per i suoi congegni meccanici: già da lontano il suo bagliore rossastro è ben visibile, perché l'edificio è circondato da tre cerchi concentrici di mura di rame, senza via di entrata, almeno in apparenza. In realtà essa è cinta da 77 porte, di cui solo 7 si possono aprire, mentre le restanti 70 sono dei simulacri atti a disorientare gli stranieri: ogni giorno le mura girano, secondo i moti delle stelle, così le porte sono ogni volta diverse. Ad ogni porta, secondo quanto scritto nelle Tavole di Menthor, veniva attribuito il nome di una stella: Hastur, Ypsalla, Fulgex, Merkha. Stelle maligne la cui esistenza era stata rivelata a Vemerin dalle Tenebre. Le piastre di metallo che componevano le mura erano fissate con enormi chiodi, com impresse sulle teste le forme di teschi ghignanti, mentre enormi torrioni serravano da presso le porte; la grande antichità della città era rivelata dalle cascate di ossido che colano lungo le sue parti di rame.
All'esterno era sorvegliata dai Draghi del Fuoco, macchine spinte da primitivi congegni a vapore, mentre l'interno delle mura era disseminato di specchi, illusioni ottiche e mostri infernali.

## Personaggi

### Vemerin
Vemerin era il sovrano di Anharra, maestosa città di rame che dominava il suo regno, eretta su di un vulcano in attività. Si dice che egli fosse un uomo bellissimo ed inoltre era noto per la sua saggezza: dopo aver sviscerato tutto lo scibile umano del suo tempo, chiamò a sé tutti i sapienti delle Quattro Terre affinché lo aiutassero a scoprire l'ultimo segreto, ovvero cosa vi fosse dopo la morte; questi studiosi formarono il Collegio degli Arcani. Uno dei membri del Collegio, dotto nello studio dei cristalli, insegnò a Vemerin i segreti dell'ottica: un giorno il re fece precipitare un cristallo di berillio purissimo, e quando vi guardò attraverso, vide le Tenebre. Allora Vemerin ordinò ai chirurghi di corte di cavargli un occhio e sostituirlo con la pietra, per poter avere una maggiore visione delle potenze oscure: ma esse avvelenarono la mente del re, dicendogli che ciclicamente, nelle ere, si sarebbero susseguiti determinati avvenimenti, allorché fosse riapparsa in cielo la stella Nester. Il re trascrisse quello che le Tenebre dettavano, componendo 29 Canti sui corpi delle donne del suo harem; il trentesimo ed ultimo Canto, invece, era tatuato sul corpo di sua figlia Athramala. Sprofondato nella follia, Vemerin eresse la città di Anharra e devastò il suo stesso regno, volendo pareggiare il numero dei morti con quello dei vivi. Questo perché il suo esercitò, la Legione, era formato da coppie di guerrieri, di cui uno vivo e l'altro fantasma: l'unica arma per annientare la Legione era la padronanza nel Settimo Grado della Spada, il più alto livello nello studio della scherma, anche noto come Combattimento con le Ombre. Non contento, il re folle creò l'Orda, un manipolo di esseri mostruosi con i quali voleva emulare la creazione ed equiparasi agli dei; gli esperimenti venivano condotti nella Torre delle Imperfezioni, fondendo spesso uomini e animali, e ogni piano della Torre ospitava uno stadio di sviluppo delle orrende creature, partendo dai feti fino ad arrivare agli ibridi alati.
Quando questi mostri cominciarono a riprodursi allo scopo di cancellare la razza umana, i membri del Collegio degli Arcani capirono che erano stati complici di un piano abominevole, e segretamente architettarono un complotto contro il re. I Saggi del Collegio strinsero un'alleanza con la tribù di Zennar, eroico popolo che si sarebbe sacrificato per il bene di tutti. Schieratosi vicino al Lago Salato, con l'inganno, gli Zennar si fecero sterminare dalla Legione, mentre ad Anharra, svuotata dalle truppe, il Collegio catturò Vemerin e lo chiuse nella tomba. Tuttavia, mentre veniva trascinato via, Vemerin intonò il Canto del Ritorno, che gli avrebbe garantito la rinascita una volta che la stella Nester fosse riapparsa in cielo.